# 1503 (numero)
Millecinquecentotré (1503) è il numero naturale dopo il 1502 e prima del 1504.

## Proprietà matematiche
- È un numero dispari.
- È un numero composto da 6 divisori:  1, 3, 9, 167, 501, 1503. Poiché la somma dei suoi divisori (escluso il numero stesso) è 681 < 1503, è un numero difettivo.
- È un numero di Friedman nel sistema numerico decimale.
- È un numero nontotiente in quanto dispari e diverso da 1.
- È un numero di Harshad nel sistema decimale.
- È un numero fortunato.
- È un numero congruente.
- È un numero odioso.
- È un numero palindromo e un numero ondulante nel sistema di numerazione posizionale a base 13 (8B8).
- È parte delle terne pitagoriche (1503, 2004, 2505), (1503, 6680, 6847), (1503, 13904, 13985), (1503, 41820, 41847), (1503, 125496, 125505), (1503, 376500, 376503), (1503, 1129504, 1129505).

## Astronomia
- 1503 Kuopio è un asteroide della fascia principale del sistema solare.
- NGC 1503 è una galassia della costellazione del Reticolo.
- IC1503 è una galassia nella costellazione dei Pesci.